# トルニャン

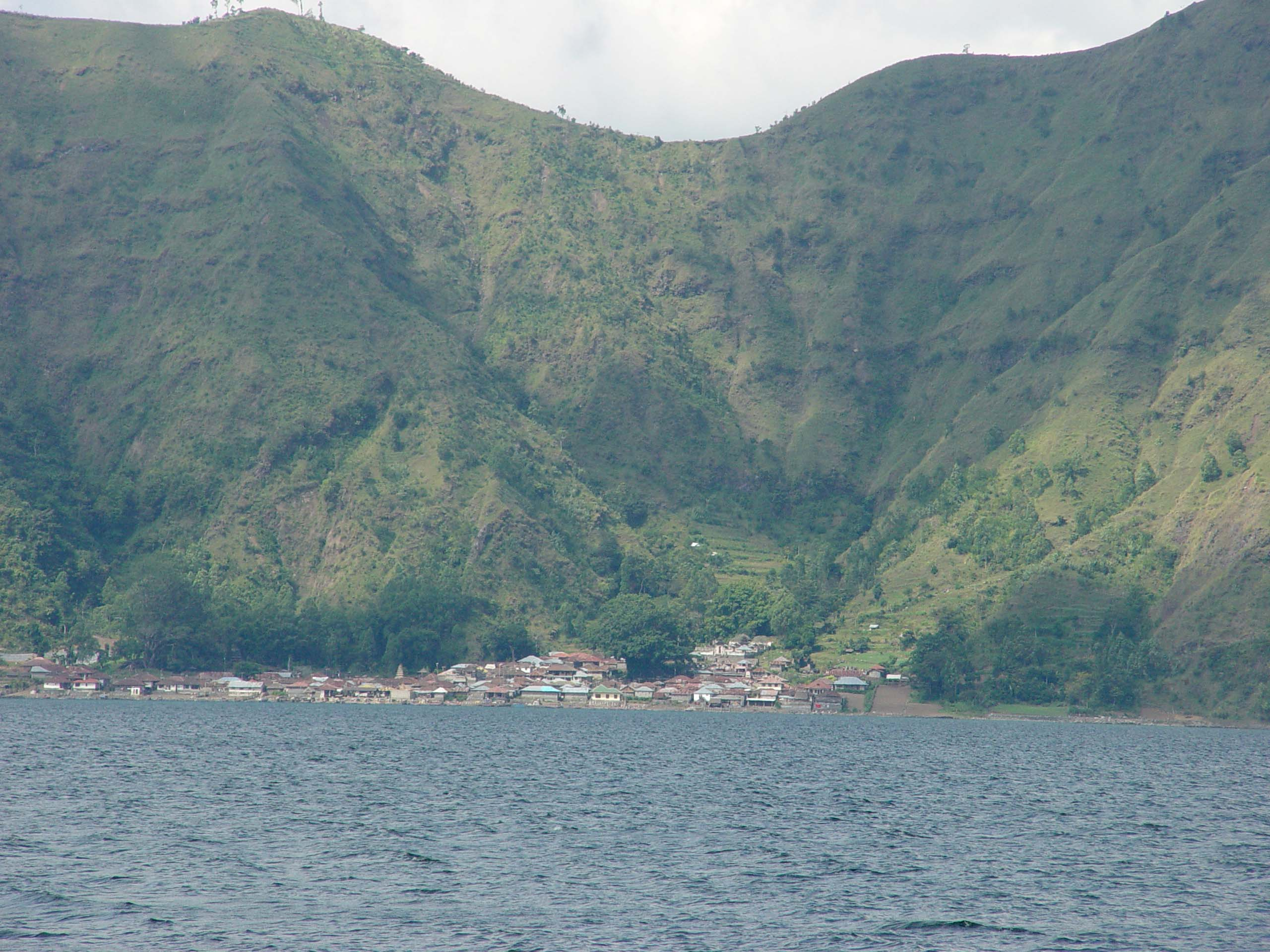
トヤブンカからトルニャンを望む

トルニャン(Desa Trunyan)は、インドネシア共和国バリ州バンリ県キンタマーニ郡の村。バリに現在のバリ人が住み着く前から住んでいると言われる原住民族、バリ・アガの村のひとつとして知られる。
また、風葬をする村としても知られている。
バリ島北東部のバトゥール湖東岸にあり、西岸のトヤブンカとの間に航路がある。